# Johannes Olivegren
Johannes Olivegren, född 21 juni 1926 i Stockholm, död 4 september 1989, var en svensk arkitekt. 

## Biografi

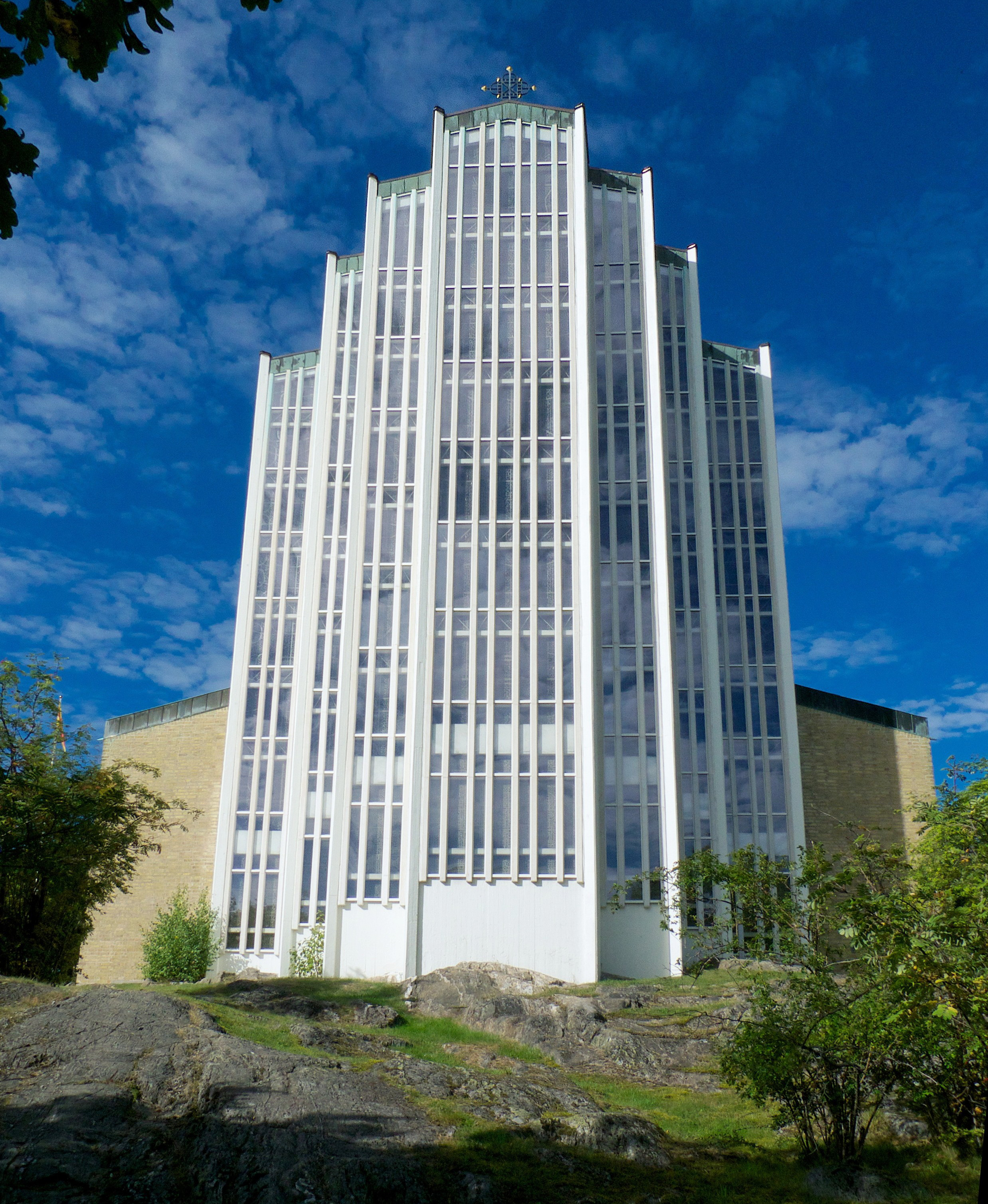
Uppenbarelsekyrkans östra gavel, 2010

Olivegren, som var son till pastor Valdemar Olivegren och Helene von Niessen, utexaminerades från Tekniska gymnasiet i Göteborg 1947, från Arkitekturskolan CTH i Göteborg 1952 och teknologie doktor vid Kungliga Tekniska högskolan 1976. Han var förste assistent vid CTH 1953–1956, laborator i arkitektur 1961, biträdande professor 1969 och professor 1977. Han var ledamot av avdelningsrådet för arkitektur vid Chalmers tekniska högskola 1960–1961. 
År 1954 startade han ett eget kontor, Olivegrens Arkitektkontor, efter att ha arbetat för Helge Zimdal i några år. I en småkyrkotävling samma år vann han segern och Sankt Lars kyrka i Åsa blev den första av totalt arton kyrkor som Olivegren skulle komma att bygga. Kontoret specialiserade sig på restaurering och nybyggnad av kyrkor, främst i västra Sverige men arbetade också med bostadsprojekt i Sverige samt projekt utomlands. Olivegren utvecklade tidigt en egen stil med brutalistiska drag: råa materialval och exponerade strukturer i betong och tegel. Han arbetade som konsult åt FFNS sedan han 1975 överlämnat verksamheten till FFNS (idag Sweco).
Vid flera tillfällen samarbetade han med konstnärerna Ralph Bergholtz och Randi Fisher, vars glasmålningar och andra konstverk finns bland annat i Uppenbarelsekyrkan i Midsommarkransen i södra Stockholm, Solbergskyrkan i Grums, Södra Biskopsgårdens kyrka i Göteborg, Ansgarskyrkan i Fröslunda i Eskilstuna, Flatåskyrkan i Högsbo i Göteborg, Åmotfors kyrka i Åmotfors, Betlehemskyrkan i Göteborg, Saronkyrkan i Göteborg, Elinebergskyrkan i Helsingborg.
I början av 1970-talet blev han doktorand vid Kungliga Tekniska högskolan i Stockholm och ledde ett experiment i brukarplanering i Jättestensområdet på Hisingen i Göteborg. I kvarteret Klostermuren erbjöds tolv familjer att designa sina hus själva. På avhandlingen Brukarplanering disputerade han 1976.

## Verk i urval
- "Villa Drake" Västra Bodarne 1955
- Björkekärrs kyrka, Göteborg 1958
- Uppenbarelsekyrkan i Midsommarkransen, Stockholm 1959-61
- Grums nya kyrka 1960
- Åmotsfors kyrka 1961
- Södra Biskopsgårdens kyrka, Göteborg 1961
- Ansgarskyrkan i Fröslunda, Eskilstuna 1962
- Flatåskyrkan i Högsbo, Göteborg 1963-64
- Betlehemskyrkan, Göteborg 1963-1966
- Saronkyrkan, Göteborg 1975
- Elinebergskyrkan, Helsingborg

## Bilder

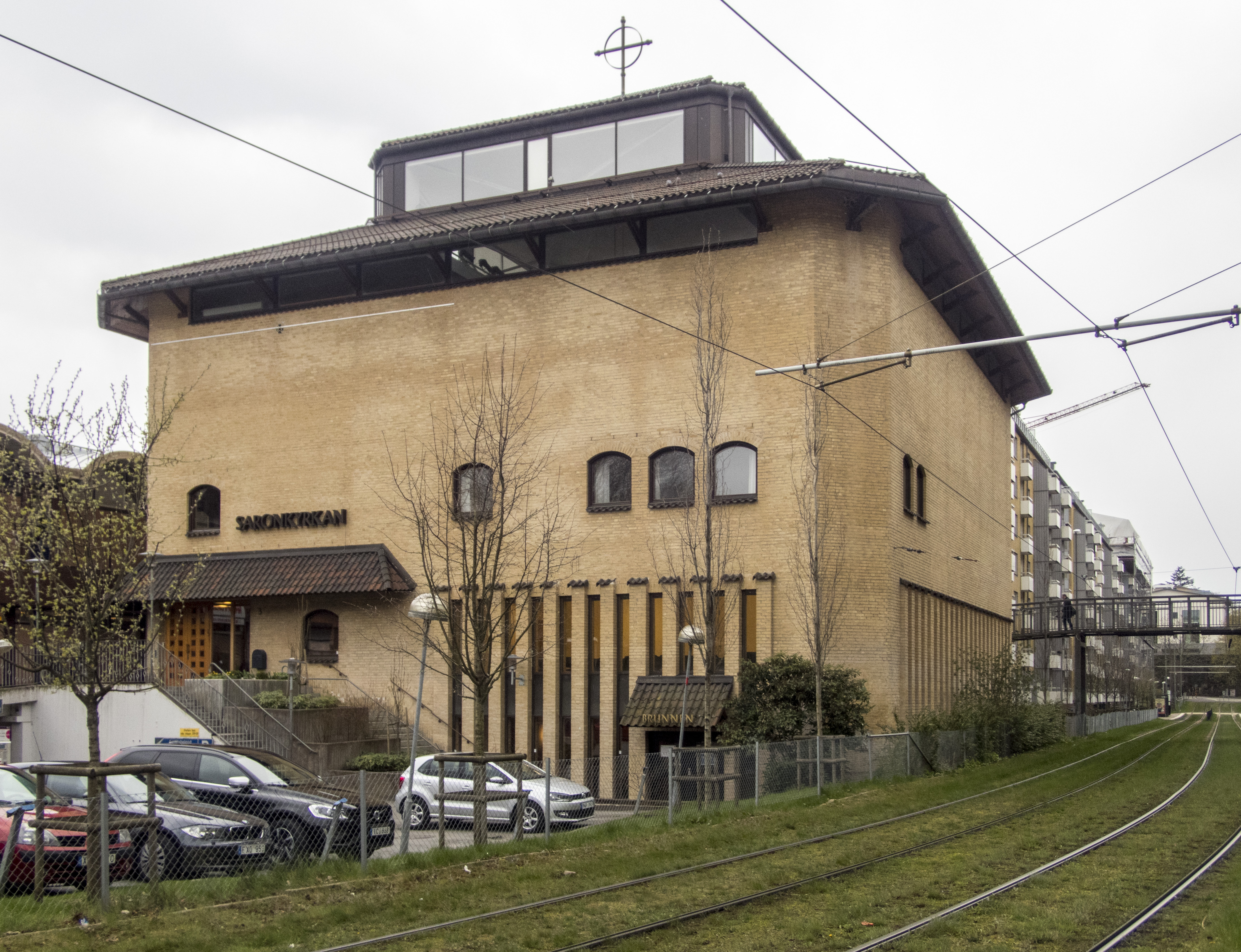
Saronkyrkan, Göteborg
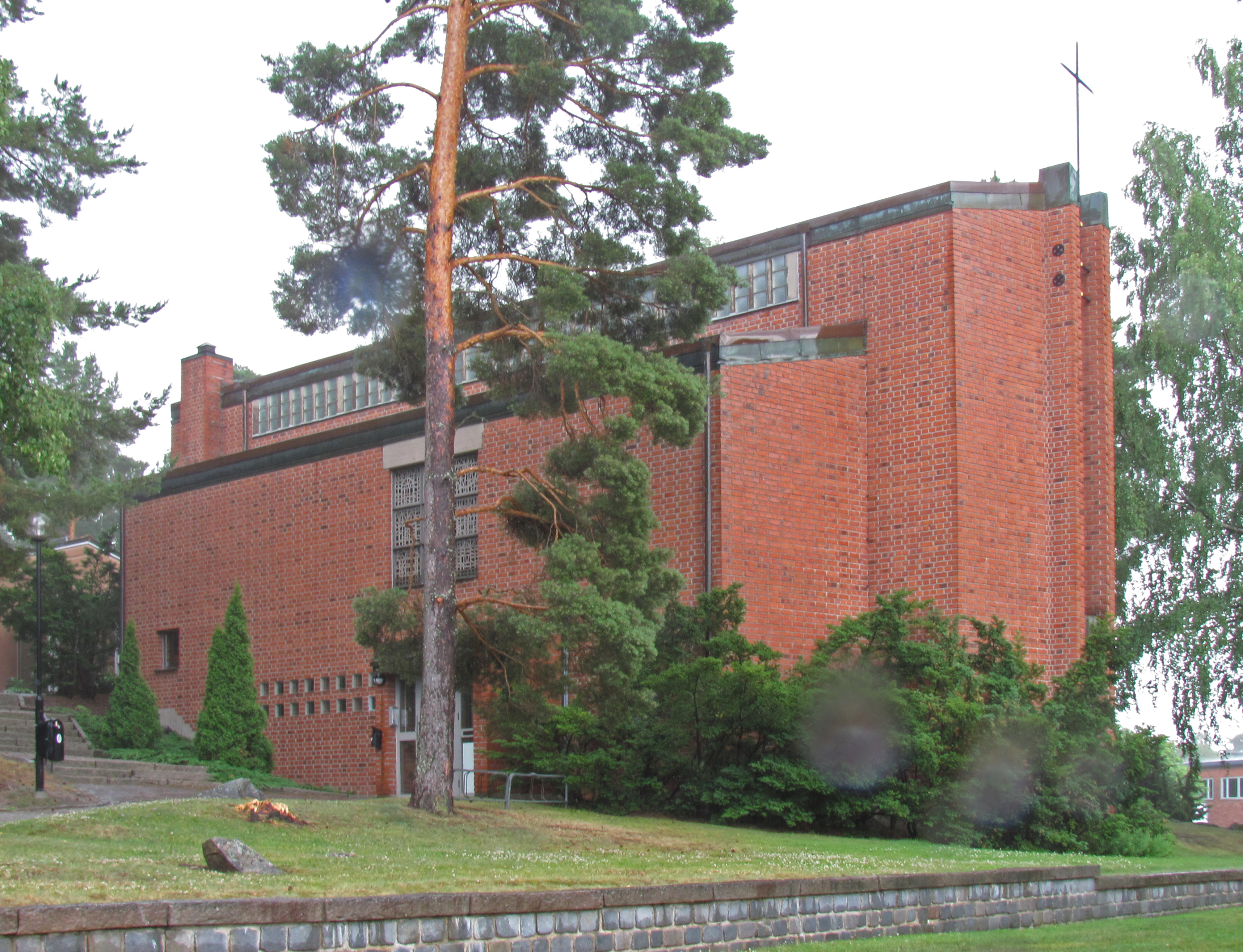
Ansgarskyrkan, Eskilstuna
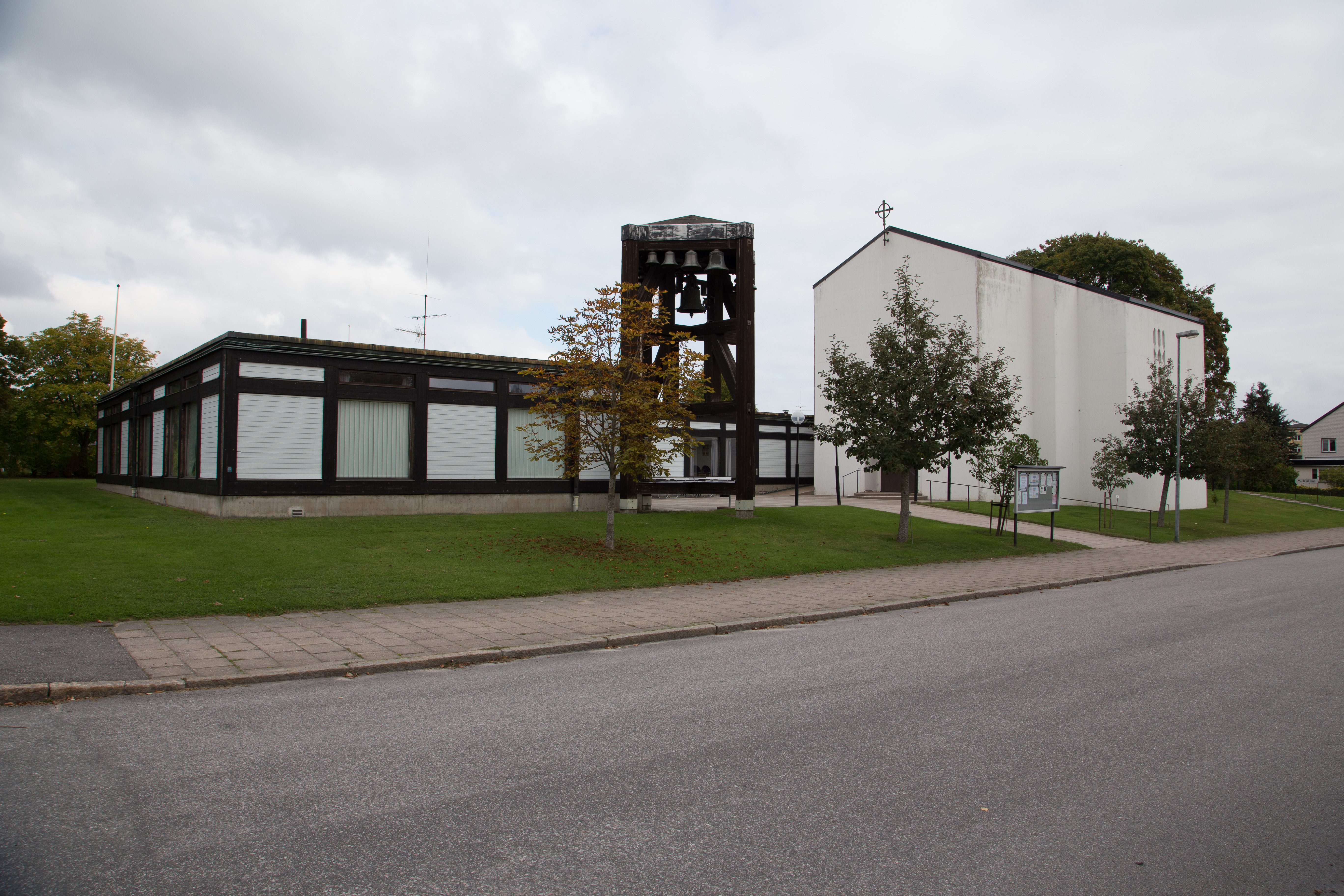
Nävertorpskyrkan
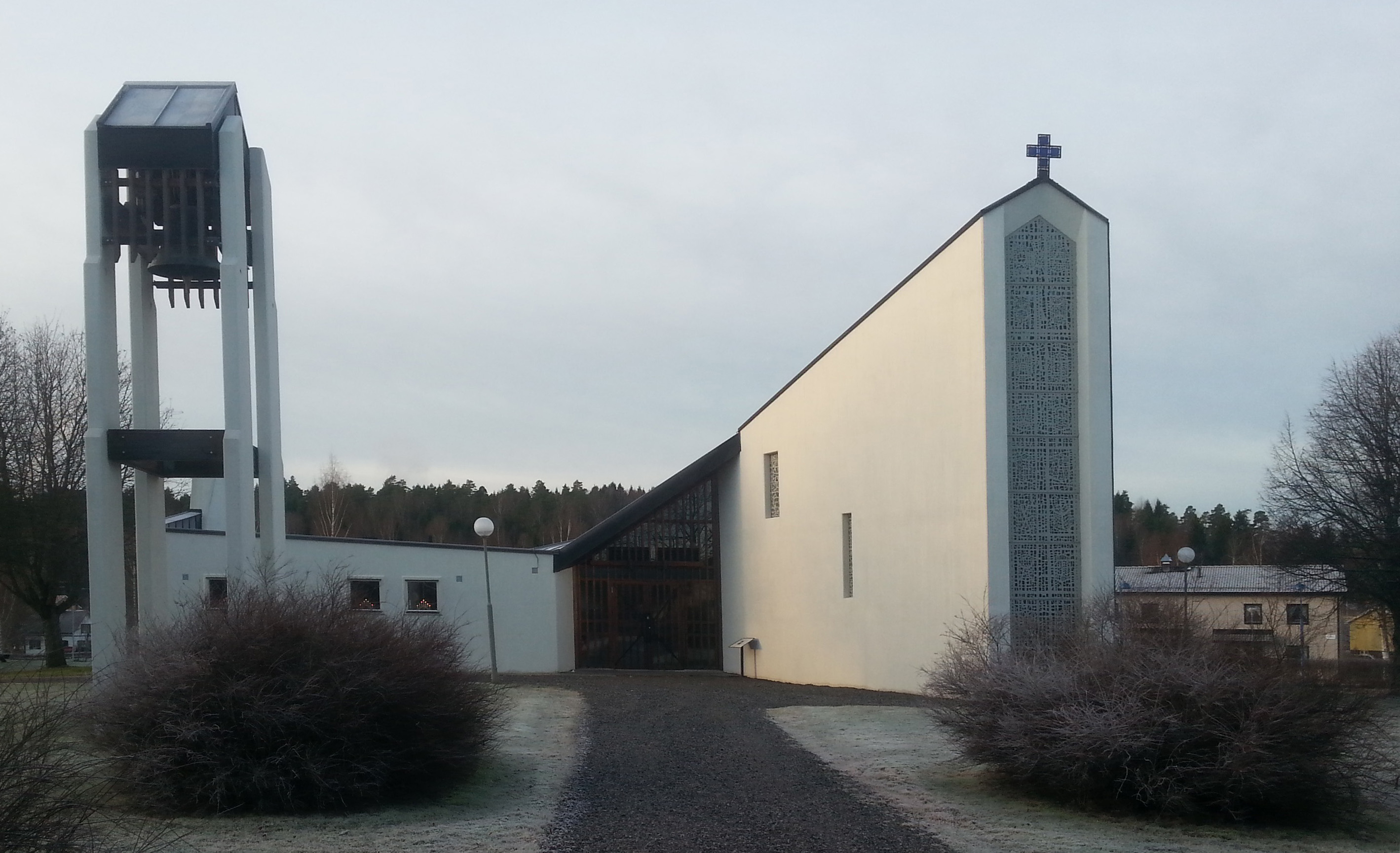
Åmotfors kyrka
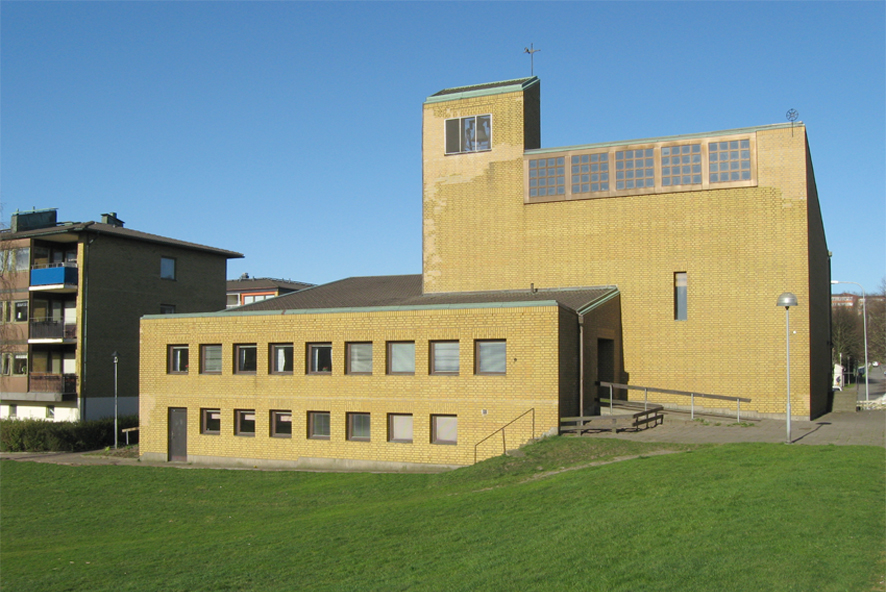
Flatåskyrkan